# Il matrimonio di Ali
Il matrimonio di Ali (Ali's Wedding) è un film commedia del 2017, diretto da Jeffrey Walker.

## Trama
La storia vera dell'attore e sceneggiatore, Osamah Sami (nato il 10 marzo 1983 a Qom, Iran), di questo film autobiografico, scritto a quattro mani con Andrew Knight, nel quale interpreta se stesso nel ruolo del protagonista, Ali.
Ali è il figlio di un religioso musulmano ma, nonostante le migliori intenzioni, si sforza di fare le giuste scelte di vita. Vuole stare con la ragazza che ama, Dianne ma gli è stata promessa un'altra ragazza nella moschea di suo padre. Vuole essere il grande dottore che la comunità si aspetta che sia, ma non riesce ad ottenere i voti necessari. E soprattutto vuole rendere orgoglioso suo padre. Per non deludere queste alte aspettative, mente sui suoi successi accademici, con conseguenze divertenti e toccanti.
Nonostante le regole delle tradizioni riuscirà con la sua creatività e tenacia a perseguire il suo scopo: sposare la ragazza che ama riamato, Dianne,  e diventare un attore.